# Vaken med P3 & P4
Vaken med P3 & P4 är ett radioprogram som sänds i P3 och P4. Programmet sänds under småtimmarna. Programledare har bland annat varit Charlotte Lauterbach.